# Ruandès
El ruandès, kinyaruanda, rwanda o kinyarwanda és la principal llengua parlada a Ruanda, per prop de nou milions de persones. També es parla a les zones pròximes de la República Democràtica del Congo, Burundi, Uganda i Tanzània. Està emparentat amb el rundi, parlat al veí país de Burundi, i el kiha o  ha, parlat a l'oest de Tanzània. Per la seva semblança, ja que són llengües mútuament intel·ligibles és possible que entenguin el kinyaruanda uns 20 milions de persones. Està classificada com una llengua bantu, i té diversos dialectes, entre ells l'ikireera, l'aluciga, l'ururashi i l'ikinyanduga, en el qual es basa el kinyaruanda normatiu.
Exemples de traduccions
- Yego = Si
- Oya = No
- Ndabizi = Jo sé
- Simbizi = Jo no sé
- Amazi = Aigua
- Nda shaka amazi = Voldria aigua.